# Taksin
Kung Taksin född 17 april 1734 i Ayutthaya, Thailand, död 7 april 1782, var från början en kinesisk general som hette P'ya Tak, bättre känd som P'ya Taksin, som sedermera blev kung av Siam 1767, vid 34 års ålder. 
Hans väg till den siamesiska tronen började 1763, då burmesiska trupper försökte att invadera alla staterna på Malackahalvön, och P'ya Taksin lyckades hejda burmesernas anstormning vid P'etchaburi.

## Galleri

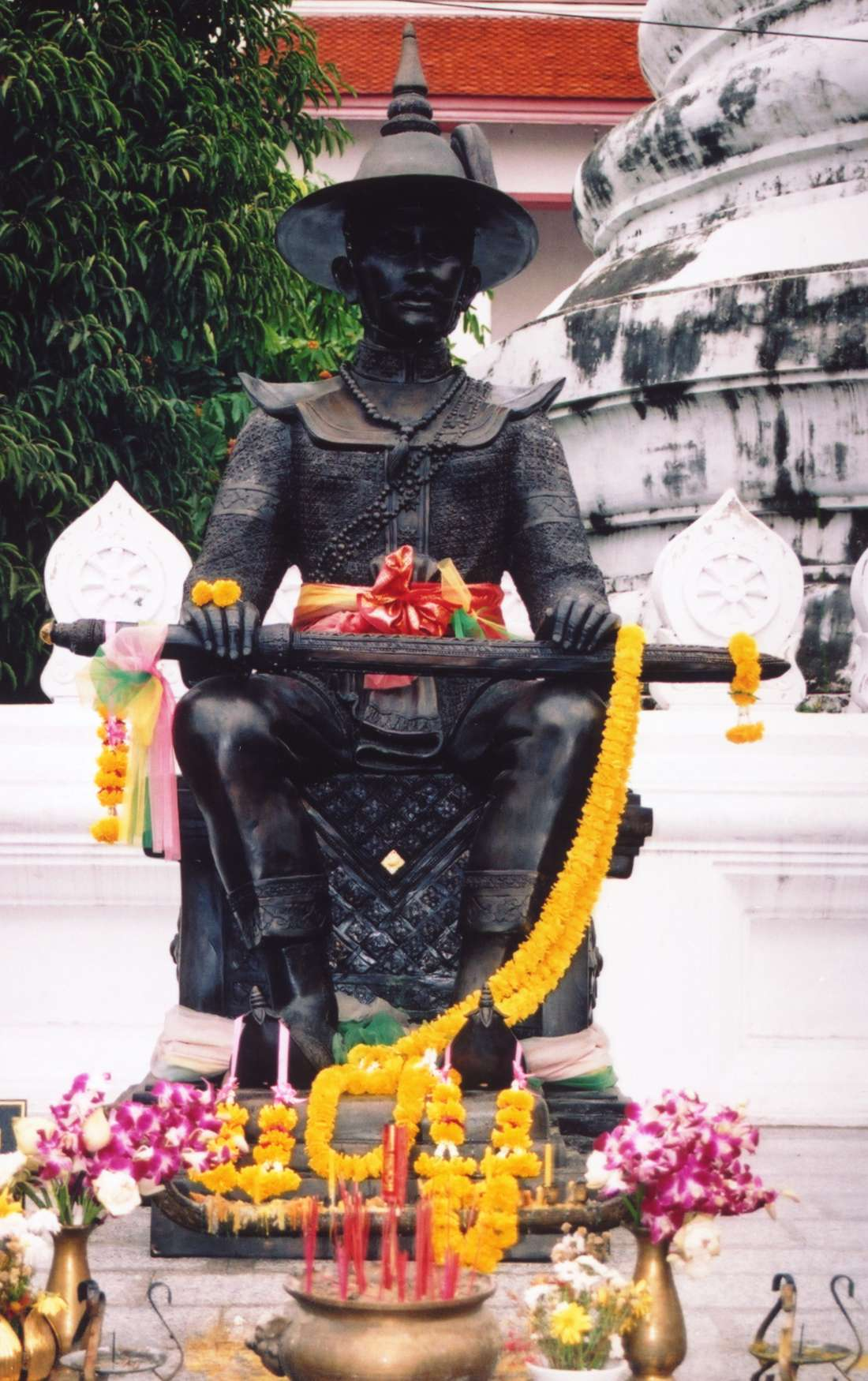
Staty av Taksin i Bangkok